# Тарнопольский край
Тарнопольский округ (Тернопольский округ, Тарнопольский край) — административно-территориальная единица Российской империи, существовавшая в 1810—1815 годах. Располагался на землях восточной Галиции. На его территориях проживало около 400 000 человек. Центр — город Тарнополь (ныне — Тернополь)
Сначала «Тернопольский край» делился на 2 округа — Тарнопольский и Залещицкий (вдвое меньше), в 1814 году образован 3-й округ — Теребовлянский.

## История
Территория Тарнопольского края отошла от Австрийской империи к России в связи с Шёнбруннским договором 1809 года после войны Франции с Австрией, где Россия выступала союзником Франции. Инициатором этого акта был французский император Наполеон I Бонапарт, который таким образом пытался внести напряжение в отношения между Австрией и Россией. В определённой степени присоединение этой территории соответствовало интересам царского правительства, стремившегося приобщить к своим владениям Галицию.
Северная граница Тернопольского края проходила по линии австрийско-русской границы, которая существовала до 1809 года, восточная — по реке Збруч (приток Днестра), южная — по реке Днестр, западная — по реке Стрыпа (приток Днестра) и далее по линии восточнее городов Зборов и Заложцы.
Его площадь составляла 6,5 тысяч км², здесь было 7 городов, 25 местечек и 472 села, проживали почти 80 тысяч семей. Русские представители прибыли в Тарнополь в марте 1810 года. Акт об образовании Тарнопольского края русский император Александр I подписал 14 августа 1810 года.
Местным шляхтичам были сохранены все права и привилегии. В округах существовали сеймики шляхты, маршалами которых избирались представители из её среды. На переходный период сохранялись нормы австрийского и местного обычного права. Был введён юлианский календарь, введена русская денежная единица (действовала параллельно с австрийскими деньгами). В Тернополе построено несколько каменных сооружений для административных учреждений. Начали работать еврейская типография, публичная школа с немецким языком преподавания, отстроен замок в г. Тернополь.
Управлял Тарнопольским краем наместник, которого назначал император. Наместник Тернопольского края Игнатий Тейльс (осуществлял управление исключительно на русском) создал полуавтономный орган — «Комитет», который принял на себя высшую окружную власть. Управления в округах возглавляли старосты — родовитые русские, их помощниками — «секретарями округа» — были, по утверждению Василия Вериги, поляки.
Немецкий правительственный язык заменил русский, вторым языком был польский, на котором печатали все правительственные документы. Украинский язык, как пишет современный исследователь Василий Верига, не вводили даже в самых низших инстанциях.
После нападения армии Наполеона I на Россию в Тарнопольском крае провели мобилизацию ресурсов (продовольствия, лошадей, волов, кожухов и др.) для нужд русской армии. До октября 1813 года были забраны в солдаты почти 2250 жителей края.
Согласно договоренностям от 3 мая (или заключительным пактом 6 июня 1815 года) Венского конгресса территория Тернопольского края была возвращена Австрийской империи, которая вступила в управление 6 августа.